# Waal (reka)
Waal (nizozemska izgovorjava: [ʋaːl]) je glavni razdelilni krak reke Ren, ki teče približno 80 km preko Nizozemske. Je glavna plovna pot, ki povezuje pristanišče Rotterdam z Nemčijo. Preden doseže Rotterdam, se združi z Afgedamde Maas blizu Woudrichema in tvori Boven Merwede. Ob njegovi obali so pomembna mesta kot Nijmegen, Tiel, Zaltbommel in Gorinchem  z neposrednim dostopom do reke.
Reka, ki je glavni kanal v sistemu delte Ren–Meuse–Šelda, nosi 65 % celotnega pretoka Rena.

## Zgodovina
Ime Waal, v rimskih časih imenovano Vacalis, Vahalis ali Valis, pozneje Vahal, je germanskega izvora in je dobilo ime po številnih meandrih v reki (Zahodno germanski jeziki: wôh lit. ukrivljen). 
Sedanja reka kaže malo znakov teh velikih ovinkov, saj je bila reka predmet številnih projektov normalizacije, izvedenih v 18., 19. in 20. stoletju, da bi izboljšali reko kot gospodarsko pomembno ladijsko pot. Nekateri odsekani zavoji so še vedno vidni v bližini glavne reke in se včasih ponovno povežejo z njo v času visokih vodostajev.

### Rokav v Južni Holandiji
V srednjem veku, se je ime "waal" uporabljalo še po sotočju z Meuse. Deli delte, zdaj znani kot Boven Mervede, Benedena Merveda in zgornji del Noorda so se tudi imenovali Waal. V bližini Hendrik-Ido-Ambacht, mainstream se je glavni tok nadaljeval proti zahodu, dokler ni pritekel v Oude Maas v bližini Heerjansdama. Ta zadnji odsek mimo Hendrik-Ido-Ambachta, ki je ločil rečna otoka  IJsselmonde in Cvijndrechtse Waard, se še vedno  imenuje Waal, vendar je bolj znana kot Waaltje (Nizozemsko za Mali Waal). Na obeh koncih je bil zajezen, zaradi česar je naredil Zwijndrechtse Waard del IJsselmonde.